# علی‌اکبر معین‌فر
علی‌اکبر معین‌فر (زاده ۲۲ دی ۱۳۰۶ تهران – درگذشته ۱۲ دی ۱۳۹۶ تهران) سیاست‌مدار و مدیر ارشد اجرایی ایرانی بود، که نخستین وزیر نفت ایران پس از ایجاد این وزارتخانه جدید محسوب می‌شود. وی دانش‌آموخته مهندسی راه و ساختمان از دانشکده فنی دانشگاه تهران و کارشناسی ارشد مهندسی زلزله از دانشگاه واسدا می‌باشد. او از اعضای نهضت آزادی بود.

## تحصیلات
- کارشناسی مهندسی راه و ساختمان از دانشکده فنی دانشگاه تهران در سال ۱۳۳۰.
- کارشناسی ارشد مهندسی زلزله از دانشگاه واسدا (توکیو) در سال ۱۹۶۰.

## زندگی
علی‌اکبر معین‌فر به سالِ ۱۳۰۶ در تهران به دنیا آمد. سالِ ۱۳۲۶ در آزمون ورودی دانشکده فنی دانشگاه تهران ثبت نام کرد و از سال دوم ادامه تحصیل در رشته راه و ساختمان را انتخاب کرد. در همین دوران بود، که فعالیت‌های انجمن اسلامی اندک‌اندک پایه‌گذاری گردید. نخستین فعالیت‌های وی از همین سال‌ها آغاز شد:
در جریان ملی‌شدن صنعت نفت، اعتراضات دانشجویی نقشی مهم بازی کرد. همزمان با نطق‌های حسین مکی در مجلس که بخش عمده آنها را دکتر کاظم حسیبی، استاد دانشکده فنی، تهیه می‌کرد، ما دانشجویان نیز بیرون مجلس با نصب پرچم ایران به صورت نواری روی سینه‌مان در حالی که در قسمت سفیدرنگ پرچم نوشته شده بود «صنعت نفت در سرتاسر کشور ایران باید ملی شود» به تظاهرات و راهپیمایی می‌پرداختیم.
وی تحصیلات خود را در رشته مهندسی راه و ساختمان در دانشکده فنی دانشگاه تهران در سال ۱۳۳۰ به پایان برد و در سال ۱۳۳۱ به خدمت سربازی، اعزام شد. وی از سال ۱۳۳۲ فعالیت در صنعت نفت را آغاز کرد و برای کار در پالایشگاه آبادان که ریاست آن را مرتضی‌قلی بیات بر عهده داشت، عازم آبادان شد. هنوز یک روز از ورود به آبادان نگذشته بود، که از تهران خبر کودتا علیه دولت مصدق به وی رسید.
بعدها در بانک ساختمان به عنوان مهندس ناظر مشغول کار شد. در سال ۱۳۳۸ به دنبال آشنایی و همکاری با گروه مهندسی ژاپنی که برای بررسی زلزله سال ۱۹۵۷ مازندران به ایران آمده بودند، از سوی تاچی نایتو، استاد برجسته زلزله و طراح و سازنده برج توکیو، برای دوره‌ای تحقیقاتی در رشته مهندسی زلزله به دانشگاه واسدا دعوت شد و دوره مهندسی زلزله را در سال ۱۹۶۰ به پایان رساند.
بعد از بازگشت از توکیو و به دنبال زلزله بوئین زهرا در سال ۱۳۴۱ مقدمات تهیه کد زلزله در ایران را فراهم کرد. از سال ۱۹۶۵ به عنوان عضو افتخاری «انجمن اروپایی مهندسین زلزله» به تحقیق و مطالعه در زمینه زلزله ادامه داد. مدتی نیز به‌عنوان استاد پاره‌وقت در مقطع فوق‌لیسانس، به تدریس مهندسی زلزله در دانشگاه پلی‌تکنیک پرداخت.
وی از سال ۱۳۳۴ تا ۱۳۴۱ در بانک ساختمانی و از آن زمان تا پیروزی انقلاب اسلامی، در دفتر فنی سازمان برنامه و بودجه کشور به فعالیت مشغول بود.

## فعالیت‌ها و خدمات
شاید اغراق نباشد که گفته شود موضوع مهندسی زلزله و اساساً طراحی ساختمان‌ها در برابر زلزله در کشور، با نام علی‌اکبر معین‌فر شروع می‌شود.وی اساساً به همین دلیل، بنا به درخواست ابوالحسن بهنیا که ریاست وقت دفتر فنی سازمان برنامه و بودجه را بعهده داشت، به آن سازمان دعوت بکار شد.
طرح تهیه تاریخچه زلزله‌های مخرب ایران که بعداً مبنای تهیه «پهنه‌بندی زلزله» ایران شد توسط وی پیشنهاد گردید، سپس با همکاری پروفسور امبریزیز، که در آن زمان در کالج امپریال دانشگاه لندن مشغول مطالعات مربوط به زلزله‌های یونان و کشورهای سواحل مدیترانه بود، انجام گردید. نتیجه این مطالعات بعداً در کتابی به نام زلزله‌های تاریخی ایران ثبت گردید. ایجاد شبکه شتاب‌نگاری کشور از خدمات بنیادی معین‌فر در زمان فعالیت در دفتر فنی سازمان برنامه و بودجه بود. تدوین آئین‌نامه زلزله ایران در دهه ۱۳۴۰ در دفتر فنی سازمان برنامه و بودجه توسط ایشان و به راهنمایی ابوالحسن بهنیا آغاز شد.
معین‌فر در سازمان برنامه و بودجه شروع‌کننده بسیاری از آئین‌نامه‌ها و دستورالعمل‌های فنی بود و علاوه بر استاندارد ۵۱۹ که شاید قدیمی‌ترین دستورالعمل فنی در صنعت ساختمان ایران باشد، «آئین‌نامه بتن ایران» در زمان تصدی ایشان در سازمان شروع شد و ابتدا با عناوین دستورالعمل‌های ۱–۱۸ تا ۵–۱۸ منتشر گردید. تدوین مجموعه مقررات ملی در وزارت مسکن و شهرسازی یکی دیگر از خدمات معین‌فر به‌شمار می‌رود.
خدمات معین‌فر در زمینه مطالعات مربوط به زلزله‌های ایران مورد توجه محافل فنی در سطح جهان قرار گرفت که برای ایشان افتخاراتی علمی نیز به همراه آورد. وی به مدت هشت سال عضو هیئت مدیره‌های «مؤسسه بین‌المللی زلزله» و «مؤسسه اروپائی مهندسی زلزله» در دهه ۱۹۷۰ میلادی بود و تا پیش از درگذشت، عضو مادام‌العمر جامعه مهندسی زلزله هندوستان بود. او در سال ۲۰۰۲ به دریافت لوح تقدیر از طرف مسئولین اروپایی مهندسی زلزله نائل شد که در کنفرانس بین‌المللی زلزله در مهندسی به وی اعطا گردید.
معین فر از فعالان حرکت‌های اجتماعی در جامعه مهندسین کشور نیز محسوب می‌شود. بنیان‌گذاری انجمن مهندسان محاسب کشور، فعالیت مؤثر در شورایعالی کانون فارغ التحصیلان دانشکده فنی و بالاخره فعالیت به عنوان کارشناس رسمی دادگستری در رشته راه و ساختمان از جمله خدمات وی محسوب می‌شود.

## نخستین وزیر نفت
پس از شکل‌گیری شورای انقلاب، به عنوان اولین نهاد رسمی انقلابی دولت موقت، دومین نهادی بود که با اوج‌گیری انقلاب و در آستانه پیروزی آن تشکیل شد. حکم بازرگان در پانزدهم بهمن ماه ۱۳۵۷ یک هفته پیش از پیروزی انقلاب در مدرسه علوی و در حضور خبرنگاران داخلی و خارجی قرائت شد. ۲۴ بهمن ماه اولین گروه از وزیران دولت موقت معرفی شدند که معین فر در این میان نبود. چندی بعد با معرفی وزیران باقی‌مانده، کابینه بازرگان تکمیل شد و معین فر به عنوان وزیر مشاور و سرپرست سازمان برنامه و بودجه برگزیده شد. از یازدهم فروردین ۱۳۵۸ نیز محمدتقی ریاحی به وزارت دفاع رفت و از هفتم مهرماه، مصطفی چمران بر جای او نشست. در همان زمان، محمدعلی رجایی؛ وزیر آموزش و پرورش، حسن حبیبی؛ وزیر فرهنگ و یدالله سحابی؛ وزیر مشاور در امور انقلاب و عزت‌الله سحابی؛ سرپرست سازمان برنامه و بودجه شدند. بدین ترتیب، علی‌اکبر معین‌فر نیز اولین وزیر وزارتخانه تازه تأسیس نفت شد. از اصلی‌ترین چالش‌های دوران وزارت وی، بخشنامه ۶ روز کار در هفته و کار در پنجشنبه‌ها بود. این بخشنامه با اعتراض تعدادی از کارکنان وزارت نفت روبرو شد.

## عضویت در شورای انقلاب
پس از استعفای دولت بازرگان در ۱۴ آبان ۱۳۵۸ دولت شورای انقلاب آغاز به کار کرد. بدنه اصلی این دولت، همان وزرای دولت بازرگان بود و تنها چند وزیر تغییر کرد. معین فر همچنان در این دوران وزیر نفت بود.

## نمایندگی مجلس
پس از برگزاری انتخابات ریاست جمهوری در ۵ بهمن ۱۳۵۸، در تاریخ ۲۴ اسفند ۱۳۵۸ اولین انتخابات مجلس شورای اسلامی برپا شد. نهضت آزادی تصمیم به شرکت فعال در انتخابات گرفت. از این رو، در ائتلافی با انجمن اسلامی مهندسین با همگامی آیت‌الله زنجانی و محمدتقی شریعتی لیستی را برای تهران تدارک دیدند. این لیست شامل افراد ذیل می‌شد: مهدی بازرگان، عبدالعلی بازرگان، یدالله سحابی، عزت‌الله سحابی، مصطفی چمران، حسن حبیبی، علی‌اکبر معین‌فر، ابراهیم یزدی، محمد توسلی، محمدعلی رجایی، هاشم صباغیان، جلال‌الدین آشتیانی، فتح‌الله بنی‌صدر، علی‌اصغر بهزادنیا، علی دانش‌منفرد، علی صادقی‌تهرانی، مصطفی کتیرایی و محمود مانیان هجده نام نوشته در صورت جلسه پایانی ائتلاف بودند.
معین‌فر در این انتخابات با ۱٬۴۳۹٬۳۶۰ رأی در رتبه چهارم قرار گرفت. وی در فهرست ائتلاف بزرگ، که از جامعه روحانیت مبارز، حزب جمهوری اسلامی، سازمان مجاهدین انقلاب اسلامی و چند گروه مذهبی دیگر تشکیل می‌شد، هم قرار گرفت و موفق به ورود به مجلس در دور اول شد. او در کنار حسن حبیبی و محمدعلی رجایی ۳ نام مشترک این دو فهرست بودند.
در روز ۳۱ خرداد ۱۳۶۰، مجلس برای طرح و تصویب برکناری ابوالحسن بنی صدر از مقام ریاست‌جمهوری به عنوان عدم کفایت سیاسی، بدون حضور شخص بنی صدر، جلسه‌ای برگزار کرد. از آرای احصاء شده، ۱۷۷ نفر موافق بودند و تنها یک رأی مخالف متعلق به علی‌اکبر معین‌فر بود که وی طی نطقی آن را آشکارا به عنوان نماینده مخالف اعلام کرد؛ وی در پایان سخنرانی خود گفت: «انا لله و انا الیه راجعون». از آن روز بنی صدر در خطر دستگیری و اعدام قرار گرفت و ناچار به مخفی شدن گردید و نهایتأ در ۶ مرداد ۱۳۶۰ به همراه مسعود رجوی از ایران به مقصد فرانسه گریخت.

## فعالیت‌های پس از جدایی از سیاست
در سال‌های آخر حیات، عمده فعالیت‌های سیاسی معین فر، به حضور در مراسم، مناسبت‌ها و مصاحبه‌ها، محدود شده بود. گرچه در انتخابات سال ۱۳۷۶ و مدتی پیش از برگزاری، علی اکبر معین فر برای نامزدی خود اعلام آمادگی کرد.

## جوایز و مدارج
در سال ۱۳۸۱ کانون مهندسین فارغ‌التحصیل دانشکده فنی دانشگاه تهران وی را به عنوان مهندس برجسته معرفی نمود.

## درگذشت
علی اکبر معین فر در تاریخ ۱۲ دی ۱۳۹۶ در سن هشتاد و نه سالگی، به دلیل بیماری کلیوی در منزل شخصی‌اش در تهران درگذشت.